# Steve Fisher
Pour les articles homonymes, voir Fisher.
Œuvres principales
- Vicky

Steve Fisher est un écrivain et scénariste américain né le 29 août 1912 décédé le 27 mars 1980 à Canoga Park (États-Unis).